# Lommerange
Lommerange – miejscowość i gmina we Francji, w regionie Grand Est, w departamencie Mozela.
Według danych na rok 1990 gminę zamieszkiwały 282 osoby, a gęstość zaludnienia wynosiła 35 osób/km² (wśród 2335 gmin Lotaryngii Lommerange plasuje się na 767. miejscu pod względem liczby ludności, natomiast pod względem powierzchni na miejscu 744.).